# Malle Bay
Die Malle Bay (englisch; in Chile Bahía Malle; in Argentinien Bahía Bandera, spanisch für Flaggenbucht) ist eine kleine Bucht an der Ostküste der Adelaide-Insel westlich der Antarktischen Halbinsel. Sie liegt 60 km südlich des Kap Mascart und westlich der Südwestküste der Day-Insel.
Chilenische Wissenschaftler benannten sie nach Miguel Malle Gómez, Mitglied einer 1974 in diesem Gebiet tätigen hydrographischen Vermessungseinheit der chilenischen Marine. Das UK Antarctic Place-Names Committee übertrug diese Benennung 2016 ins Englische. Der Hintergrund der argentinischen Benennung ist nicht hinterlegt.